# لارس اسوندسن
لارس اسوندسن (به انگلیسی: Lars Svendsen) (متولد ۱۹۷۰ میلادی) فیلسوف نروژی و استاد دپارتمان فلسفه در دانشگاه برگن (University of Bergen) است. او نویسنده چندین کتاب و مقاله فلسفی است که به ۲۲ زبان دنیا ترجمه شده‌اند.